# Hit Mania Estate 2011
Hit Mania Estate 2011 è una compilation di artisti vari facente parte della serie Hit Mania.
La compilation è mixata dal DJ Mauro Miclini.

## Tracce
1. Jessie J – Price Tag (Clean Edit/Without B.o.B)
2. Lucenzo – Danza kuduro (feat. Don Omar)
3. Milk e Sugar – Hi A Ma (Pata Pata) (feat. Miriam Makeba) (Alternative Radio Version)
4. Alexandra Stan – Mr. Saxobeat
5. Martin Solveig – Ready 2 Go
6. Alex Gaudino – What a Feeling (feat. Kelly Rowland)
7. Truelove – Rock the Casbah
8. Inna – Club Rocker (feat. Flo Rida)
9. Britney Spears – Till the World Ends
10. Christian Marchi vs. Nari & Milani – Take Me to the Stars (feat. Shena)
11. Dummblonde – La cassa spinge (feat. Lucky Beard e Dargen D'Amico)
12. Juggsout – It's Ok
13. Calvin Harris – Bounce (feat. Kelis)
14. Criminal Vibes – Save Me (feat. N.U.M)
15. The Black Eyed Peas – Just Can't Get Enough
16. Hurts – Sunday
17. Cătălin Josan – Don't Wanna Miss You
18. Aloe Blacc – I Need a Dollar
19. Nadirah X – Here It Comes
20. Fitz and The Tantrums – MoneyGrabber
21. Daniele Silvestri – Ma che discorsi
22. Brooke Fraser – Betty
23. Fabri Fibra – Le donne
24. Jarabe de Palo – La quiero a morir (feat. Francesco Renga)